# Giovanni Schmidt
Giovanni Schmidt (Livorno, 1775 circa – Napoli, dopo il 1839) è stato un librettista italiano.
Ancora giovane si trasferì a Napoli, dove rimase tutta la vita. Ivi tra il 1800 e il 1840 scrisse circa 45 libretti d'opera, soprattutto per il Teatro San Carlo, ove teneva la posizione di poeta ufficiale. Insieme al librettista Andrea Leone Tottola dominò l'attività teatrale napoletana nel primo quarto del XIX secolo. I suoi testi, per lo più banali e prolissi, furono musicati dai più grandi compositori del suo tempo, come Giacomo Tritto, Gaetano Andreozzi, Luigi Mosca, Pietro Generali, Saverio Mercadante e Gioachino Rossini; per quest'ultimo scrisse Elisabetta regina d'Inghilterra, Eduardo e Cristina, Armida e Adelaide di Borgogna, che sono ritenuti i suoi migliori lavori.

## Libretti
- Meleagro (opera seria; musicato da Nicola Antonio Zingarelli, 1798)
- Idante ovvero I sacrifici d'Eccate (dramma per musica; musicato da Marcos António Portugal, 1800)
- Gli americani (opera seria; musicato da Giacomo Tritto; 1802)
- Piramo e Tisbe (opera seria; musicato da Gaetano Andreozzi, 1803)
- Leonora, ossia L'amore conjugale (dramma semiserio, musicato da Ferdinando Paër, Dresda, 1804)
- Sofonisba (dramma serio, musicato da Ferdinando Paër, Bologna, 1805)
- Cesare in Egitto (opera seria; musicato da Giacomo Tritto, 1805)
- Andromeda (opera seria; musicato da Vittorio Trento, 1805)
- Il salto di Leucade (musicato da Luigi Mosca, 1812)
- Ecuba (tragedia per musica; musicato da Nicola Antonio Manfroce, 1812)
- La lavandara ossia Il ritorno di maggio (musicato da Pietro Raimondi, Napoli, Teatro del Fondo, autunno 1813)
- Elisabetta, regina d'Inghilterra (dramma; musicato da Gioachino Rossini, 1815)
- Armida (dramma; musicato da Gioachino Rossini, 1817)
- Adelaide di Borgogna (dramma; musicato da Gioachino Rossini, 1817)
- Eduardo e Cristina (dramma; musicato da Gioachino Rossini, 1819)
- L'apoteosi d'Ercole (dramma per musica; musicato da Saverio Mercadante, 1819)
- Anacreonte in Samo (dramma per musica; musicato da Saverio Mercadante, 1820)
- Lo sposo in provincia (commedia; musicato da Giacomo Cordella, 1821)
- La sposa indiana (musicato da Pietro Generali, 1822)
- L'amante virtuoso (musicato da Giuseppe Balducci, 1823)
- Alessandro nelle Indie (dramma per musica; musicato da Giovanni Pacini, 1824)
- Amazilia (melodramma; musicato da Giovanni Pacini, 1825)
- Malvina (musicato da Michele Costa, 1829)
- La fedeltà alla prova (dramma; musicato da Placido Mandanici, Napoli, Teatro del Fondo, 16-2-1835)
- Le nozze campestri (dramma per musica in un atto; musicato da Giacomo Cordella e Giuseppe Lillo, Napoli, Teatro San Carlo, 30-5-1841)

## Altri lavori
- Cimarosa agli Elisi (sonetto; musicato da Pietro Casella, 1801)

## Giovanni Schmidt al cinema
Giovanni Schmidt appare come personaggio in una scena del film Rossini! Rossini! del 1991 diretto da Mario Monicelli.